# Insignia Antiaérea del Ejército
La Insignia Antiaérea del Ejército (en alemán: Heeres-Flak-Abzeichen) fue una condecoración militar alemana otorgada al personal del ejército alemán como reconocimiento al servicio en una batería antiaérea durante la Segunda Guerra Mundial. Diseñada por Wilhelm Ernst Peekhaus, era de una sola pieza. El broche y la parte posterior del broche eran de color gris metálico. La insignia se otorgaba en un solo grado; tenía el águila nacional en la parte superior y una corona de hojas de roble alrededor del borde exterior. En el medio había un cañón antiaéreo de 88 mm con el cañón hacia arriba, a la derecha del "espectador".

## Requisitos
Uno de los requisitos para la condecoración era una recomendación de los comandantes del rango de General der Artillerie o superior. Se otorgó después de la acumulación de 16 puntos o también podría otorgarse fuera del sistema de puntos por méritos o valentía en el desempeño de funciones de defensa antiaérea. Si la batería de los candidatos derribaba un avión enemigo, los miembros de la tripulación recibían cuatro puntos. Si estaban involucradas dos baterías, cada batería recibía dos puntos. Tanto los oficiales como las tripulaciones podían optar a la insignia. El oficial al mando de una unidad antiaérea podía optar a la insignia una vez que la mitad de sus hombres también tenían la insignia. A diferencia de la Insignia de Combate Antiaéreo de la Luftwaffe (Flak-Kampfabzeichen der Luftwaffe), los puntos solo se otorgaban por el derribo de aviones y no por objetivos terrestres. La condecoración también estaba disponible para equipos de reflectores y equipos de localizadores de sonido. Las tripulaciones de los reflectores del ejército alemán y las tripulaciones de localizadores de sonido que ayudaron en la acción mediante la detección de aviones podían recibir un punto cada una.